# Florin Mergea
Florin Mergea (Craiova, 26 de gener de 1985) és un tennista professional romanès especialista en la categoria de dobles.
El seu èxit més destacat fou la medalla d'argent en els Jocs Olímpics de Rio de Janeiro (2016).

## Jocs Olímpics

### Dobles
| Any  | Campionat                             | Parella     | Oponents                | Resultat      |
| ---- | ------------------------------------- | ----------- | ----------------------- | ------------- |
| 2016 | Jocs Olímpics, Rio de Janeiro, Brasil | Horia Tecău | Rafael Nadal Marc López | 2−6, 6−3, 4−6 |

## Carrera esportiva
Mergea va obtenir resultats molt destacats durant la seva etapa júnior, en la qual va arribar a ser número 2 en categoria individual i número 1 en dobles l'any 2003. Durant aquest etapa va guanyar el torneig de Wimbledon i fou finalista en l'Open d'Austràlia l'any 2003, mentre que en dobles va guanyar aquest darrer torneig amb el seu compatriota Horia Tecău.
La seva transició a la categoria sènior fou molt negativa, ja que diverses lesions van limitar el seu rendiment. La manca de resultats individuals van esgotar la seva motivació i el 2010 va decidir retirar-se del tennis. Mesos després es va repensar la decisió gràcies a l'ajuda de la seva dona Daiana centrant-se únicament en el circuit de dobles. Va guanyar el primer títol en aquesta categoria l'any 2013. La progressió fou evident i va guanyar un títol de categoria Masters, i a final de temporada fou finalista en l'ATP World Tour Finals (2015).

## Palmarès: 7 (0−7)

### Dobles: 15 (7−8)
| Llegenda (pre/post 2009)                                 |
| -------------------------------------------------------- |
| Grand Slams (0−0)                                        |
| Jocs Olímpics Argent (1)                                 |
| Tennis Masters Cup / ATP Finals (0−1)                    |
| ATP Masters Series / ATP World Tour Masters 1000 (1−1)   |
| ATP International Series Gold / ATP World Tour 500 (2−1) |
| ATP International Series / ATP World Tour 250 (4−4)      |

| Títols per superfície |
| --------------------- |
| Dura (1−4)            |
| Gespa (1−1)           |
| Terra batuda (5−2)    |

| Resultat  | Núm. | Data                   | Torneig                                    | Superfície   | Parella              | Oponents en la final              | Marcador            |
| --------- | ---- | ---------------------- | ------------------------------------------ | ------------ | -------------------- | --------------------------------- | ------------------- |
| Guanyador | 1.   | 20 d'octubre de 2013   | Viena, Àustria                             | Dura (i)     | Lukáš Rosol          | Daniel Nestor Julian Knowle       | 7−5, 6−4            |
| Guanyador | 2.   | 9 de febrer de 2014    | Viña del Mar, Xile                         | Terra batuda | Oliver Marach        | Juan Sebastián Cabal Robert Farah | 6−3, 6−4            |
| Guanyador | 3.   | 20 de juliol de 2014   | Hamburg, Alemanya                          | Terra batuda | Marin Draganja       | Alexander Peya Bruno Soares       | 6−4, 7−5            |
| Finalista | 1.   | 17 de gener de 2015    | Auckland, Nova Zelanda                     | Dura         | Dominic Inglot       | Raven Klaasen Leander Paes        | 6−7(1), 4−6         |
| Finalista | 2.   | 8 de febrer de 2015    | Montpeller, França                         | Dura (i)     | Dominic Inglot       | Marcus Daniell Artem Sitak        | 6−3, 4−6, [14−16]   |
| Finalista | 3.   | 12 d'abril de 2015     | Casablanca, Marroc                         | Terra batuda | Rohan Bopanna        | Rameez Junaid Adil Shamasdin      | 6−3, 2−6, [7−10]    |
| Guanyador | 4.   | 10 de maig de 2015     | Madrid, Espanya                            | Terra batuda | Rohan Bopanna        | Marcin Matkowski Nenad Zimonjić   | 6−2, 6−7(5), [11−9] |
| Guanyador | 5.   | 14 de juny de 2015     | Stuttgart, Alemanya                        | Gespa        | Rohan Bopanna        | Alexander Peya Bruno Soares       | 5−7, 6−2, [10−7]    |
| Finalista | 4.   | 21 de juny de 2015     | Halle, Alemanya                            | Gespa        | Rohan Bopanna        | Raven Klaasen Rajeev Ram          | 6−7(5), 2−6         |
| Finalista | 5.   | 22 de novembre de 2015 | ATP World Tour Finals, Londres, Regne Unit | Dura (i)     | Rohan Bopanna        | Jean-Julien Rojer Horia Tecău     | 4−6, 3−6            |
| Finalista | 6.   | 16 de gener de 2016    | Sydney, Austràlia                          | Dura         | Rohan Bopanna        | Jamie Murray Bruno Soares         | 3−6, 6−7(6)         |
| Guanyador | 6.   | 25 d'abril de 2016     | Bucarest, Romania                          | Terra batuda | Horia Tecău          | Chris Guccione André Sá           | 7−5, 6−4            |
| Finalista | 7.   | 8 de maig de 2016      | Madrid                                     | Terra batuda | Rohan Bopanna        | Jean-Julien Rojer Horia Tecău     | 4−6, 6−7(5)         |
| Finalista | 8.   | 12 d'agost de 2016     | Jocs Olímpics, Rio de Janeiro, Brasil      | Duura        | Horia Tecău          | Marc López Rafael Nadal           | 2−6, 6−3, 4−6       |
| Guanyador | 7.   | 30 d'abril de 2017     | Barcelona, Espanya                         | Terra batuda | Aisam-ul-Haq Qureshi | Philipp Petzschner Alexander Peya | 6−4, 6−3            |

## Trajectòria

### Dobles
| Open d'Austràlia | A   | A           | A           | A           | A   | A           | 1R          | QF          | 3R    | 3R    | 1R  | 0 / 5     | 8 – 5     |
| Roland Garros | 2R  | A           | A           | A           | A   | 2R          | SF          | 3R          | QF    | 1R    | A   | 0 / 6     | 11 – 6    |
| Wimbledon | A   | A           | A           | A           | A   | 1R          | 1R          | SF          | 3R    | 3R    | A   | 0 / 5     | 8 – 5     |
| US Open | A   | A           | A           | A           | A   | 1R          | 2R          | QF          | A     | A     | A   | 0 / 3     | 4 – 3     |
| Jocs Olímpics | A   | No celebrat | No celebrat | No celebrat | A   | No celebrat | No celebrat | No celebrat | F     | NC    | NC  | 0 / 1     | 4 – 1     |
| ATP World Tour Finals | A   | A           | A           | A           | A   | A           | A           | F           | A     | A     | A   | 0 / 1     | 3 – 2     |
| Victòries − Derrotes | 1−5 | 0−0         | 0−0         | 0−1         | 2−3 | 12−13       | 32−24       | 48−25       | 33−18 | 15−16 | 4−8 | 150 – 118 | 150 – 118 |
| Rànquing a final d'any | 115 | –           | –           | –           | –   | 64          | 24          | 11          | 26    | 53    | 576 |           |           |
| Llegenda: G: Guanyador; F: Finalista; SF: Semifinalista; QF: Quarts de final; Q: Qualificació; A: Absent; RR: Round Robin; |     |             |             |             |     |             |             |             |       |       |     |           |           |